# Montchevreuil
Montchevreuil é uma comuna francesa na região administrativa de Altos da França, no departamento de Oise. Estende-se por uma área de 17.09 km². Em 2010 a comuna tinha 1 327 habitantes (densidade: 77,6 hab./km²).
Foi criada em 1 de janeiro de 2019, a partir da fusão das antigas comunas de Fresneaux-Montchevreuil (sede da comuna) e Bachivillers.